# Sunrise (bedrijf)
Sunrise Inc. (株式会社サンライズ, Kabushiki-gaisha Sanraizu) is een Japanse animestudio en productiestudio. Het is sinds 1994 een dochteronderneming van Namco Bandai Holdings. Voorheen stond de studio bekend als Nippon Sunrise, en daarvoor als Sunrise Studios.
De studio werd in 1972 opgericht door voormalige leden van Mushi Production. Anno 2024 behoort de studio tot de grootste en bekendste van Japan.

## Werken
Enkele bekende animeseries van Sunrise zijn: Gundam, Armored Trooper Votoms, The Vision of Escaflowne, Cowboy Bebop, Witch Hunter Robin, Mai-HiME, Mai-Otome, Code Geass: Lelouch of the Rebellion, Dirty Pair, City Hunter, InuYasha, Outlaw Star, Yakitate!! Japan, Planetes, Keroro Gunso en Gintama.
Enkele animeseries van Sunrise hebben onder andere de Animage Anime Grand Prix-prijs gewonnen.